# 巴扎良卡
45°53′15″N 30°8′48″E / 45.88750°N 30.14667°E
巴扎爾揚卡（烏克蘭語：Базар'янка）是位於烏克蘭西南部的村莊，由敖德萨州裡比爾霍羅德-德涅斯特羅夫斯基區的圖茲利市鎮負責管轄。該村始建於1892年，面積1.04平方公里，海拔高度10米，2001年人口1,153，人口密度每平方公里1,108.65人。